# Tanya Blount
Tanya Blount (Washington, 25 settembre 1977) è una musicista e attrice statunitense.

## Biografia
Attiva come musicista nel campo soul, è anche nota come attrice per aver recitato nel 1993 in Sister Act 2 - Più svitata che mai.

## Discografia

### Album
In studio
- 1994 - Natural Thing
- 2016 - Love Affair
- 2018 - Healing Tide

Live
- 2015 - Live at Blue House

### EP
- 2016 - Live on WMNF 88.5 with Amy Snider
- 2017 - Down to the River

## Filmografia
- Sister Act 2 - Più svitata che mai (Sister Act 2: Back in the Habit), regia di Bill Duke (1993)

## Doppiatrici italiane
- Paola Valentini in Sister Act 2 - Più svitata che mai